# Музей мумій (Гуанахуато)
Музей мумій (ісп. Museo de las Momias de Guanajuato) — музей у мексиканському місті Гуанахуато, центрі однойменного штату.
У музеї виставлено природно збережені муміфіковані тіла людей, які померли, переважно, в другій половині XIX століття і першій половині XX століття і були поховані на місцевому кладовищі «Пантеон Святої Паули» (Santa Paula Pantheon) міста Гуанахуато.

## Історія та експозиція музею

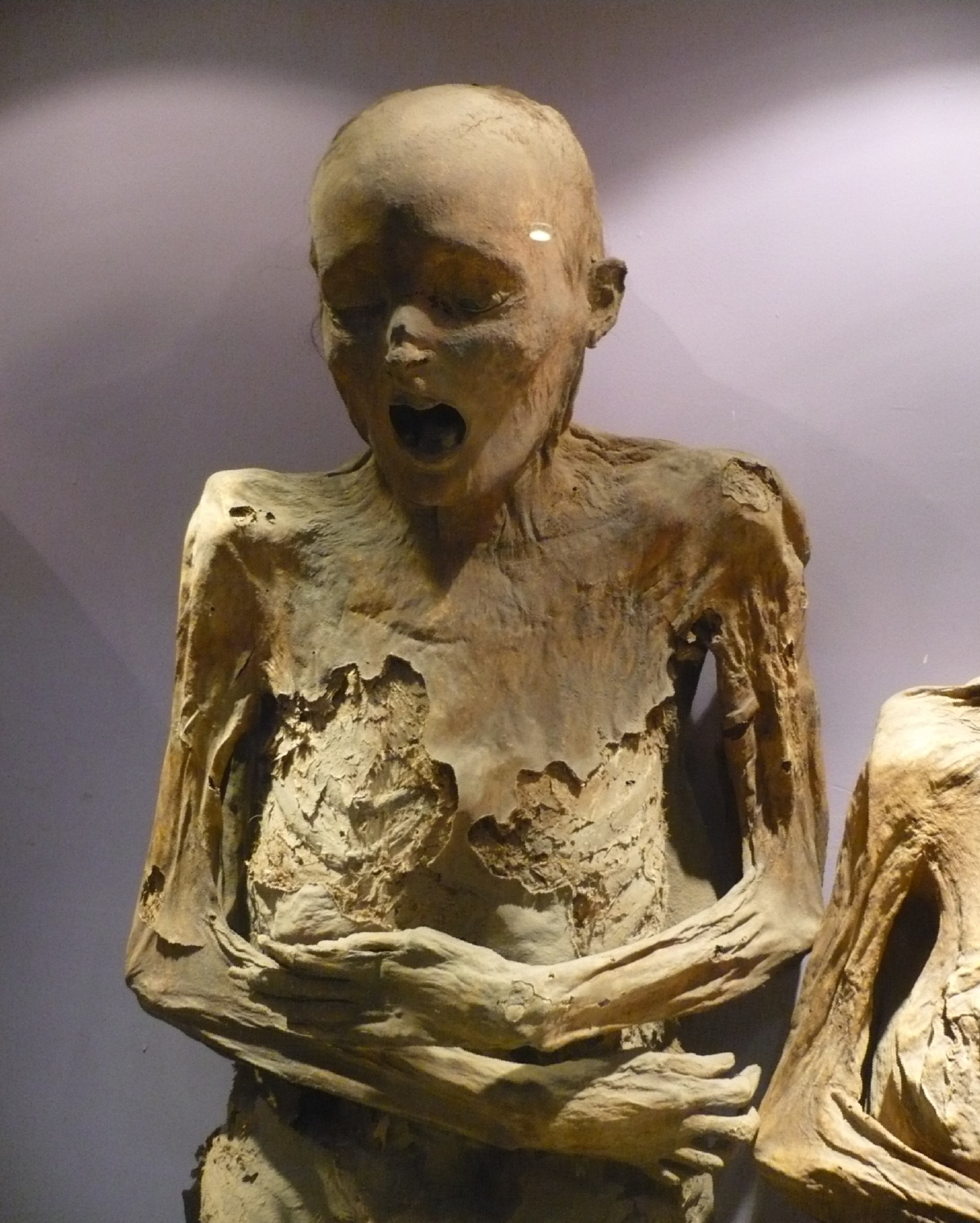
Одна з мумій у музеї

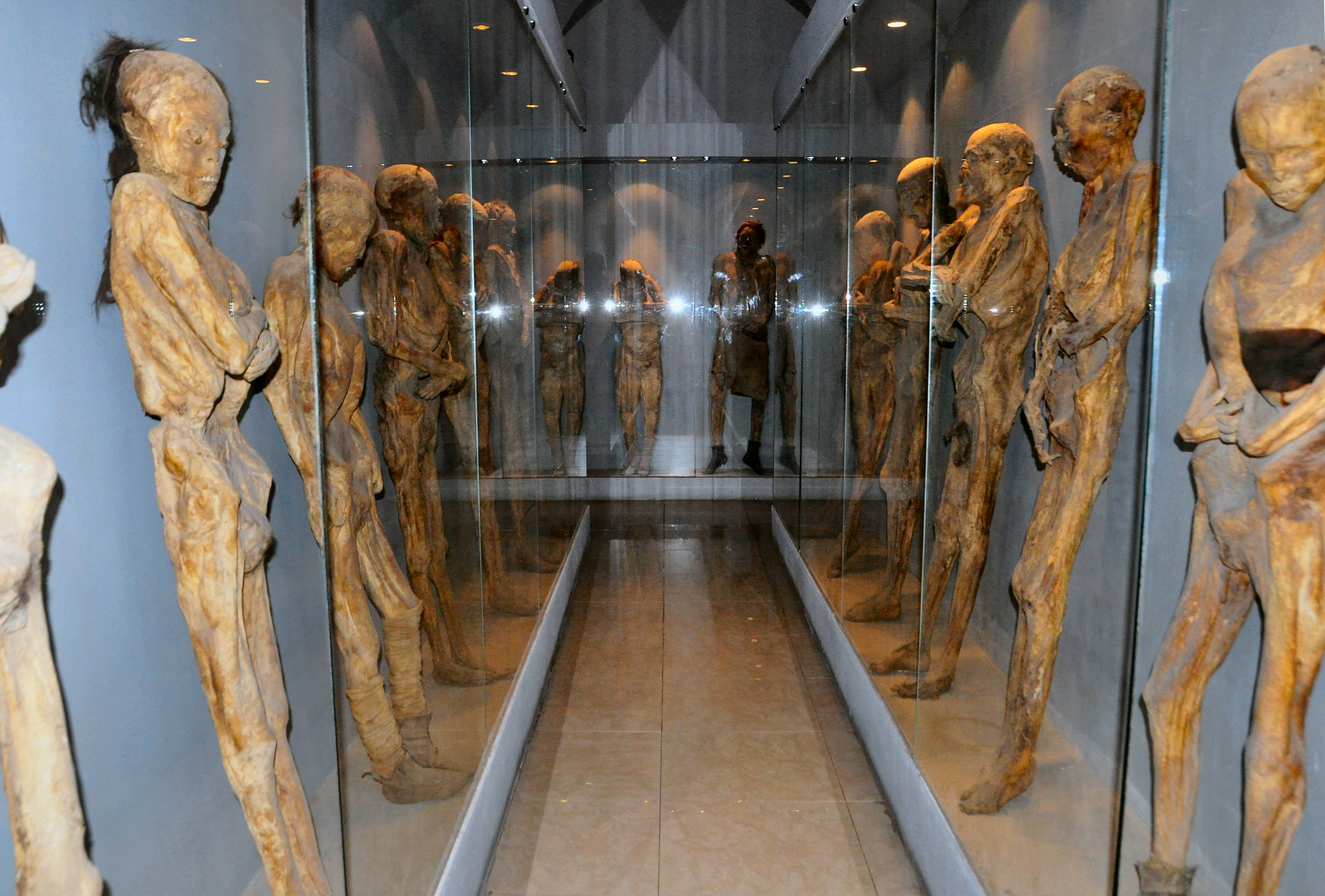
Коридор мумій

У музеї розміщено 111 мумій (в експозиції виставлено 59 із них), ексгумованих у період від 1865 до 1958 року, коли діяв закон, який зобов'язує родичів платити податок за те, щоб тіла їхніх рідних перебували на цвинтарі. Якщо податок не сплачувався вчасно, то родичі втрачали право на місце поховання, і мертві тіла виймали з кам'яних гробниць. Деякі з них виявилося природно муміфікованими, і їх зберігали в спеціальній будівлі при цвинтарі.
Найстаріші поховання датувалися 1833 роком, коли в місті була епідемія холери. За іншими даними, мумії, виставлені в музеї, належать людям, які померли протягом 1850—1950 років.
Наприкінці XIX — на початку XX століття ці мумії стали приваблювати туристів, і працівники цвинтаря стали брати плату за відвідування приміщення, де вони зберігалися. Офіційно датою створення Музею мумій у Гуанахуато вважають 1969 рік, коли мумії було виставлено в засклених стелажах.
2007 року експозицію музею перерозподілено за різними темами. Згідно з офіційним сайтом, щорічно музей відвідують сотні тисяч туристів. Починаючи від того ж 2007 року, 22 мумії досліджували фахівці Університету штату Техас у Сан-Маркосі.
Починаючи від 2009 року в США організовано серію виставок, на яких було представлено 36 мумій із музею. Перша з таких виставок відкрилася в жовтні 2009 року в Детройті.

## Галерея

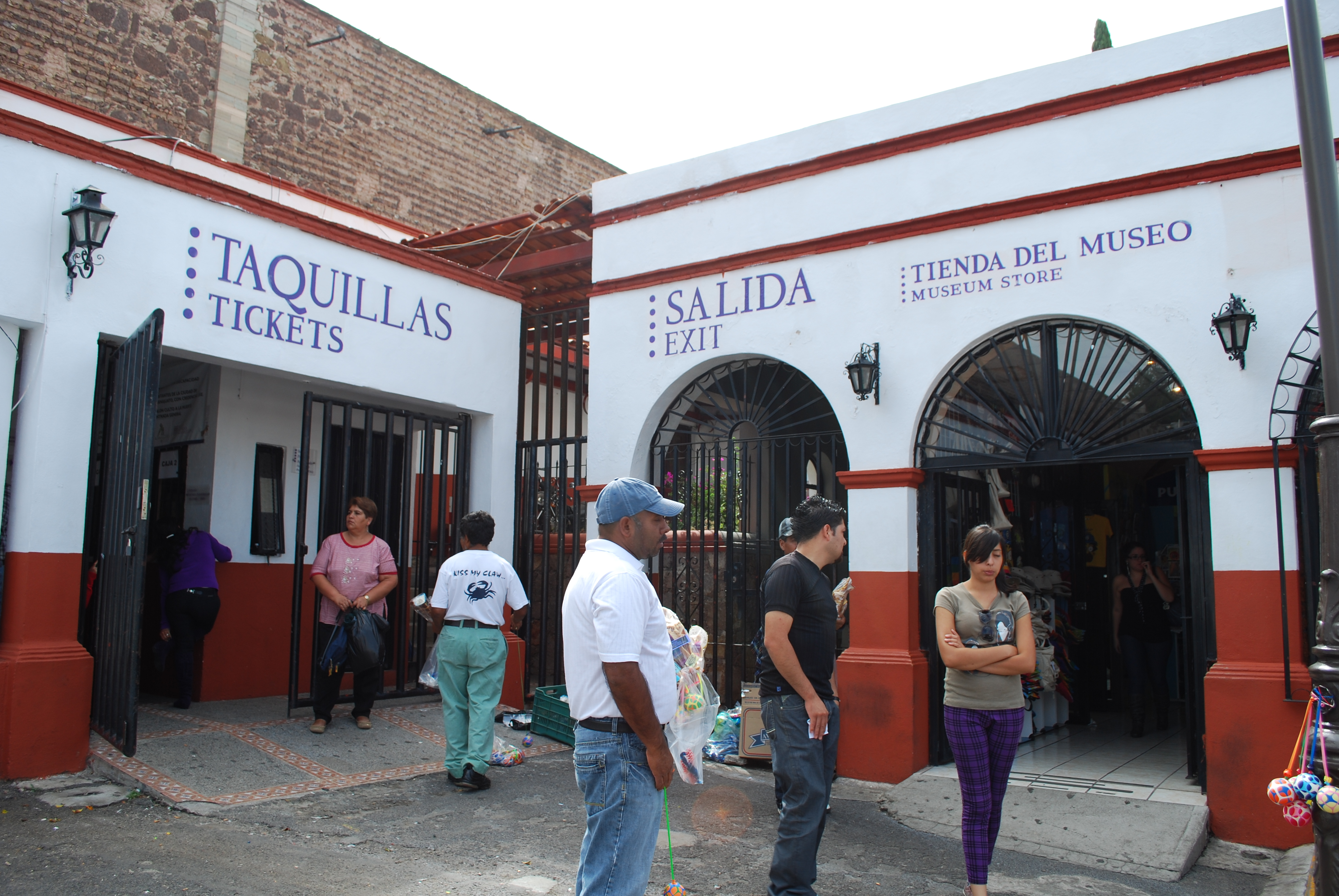
Квиткові каси та вхід до магазину при музеї
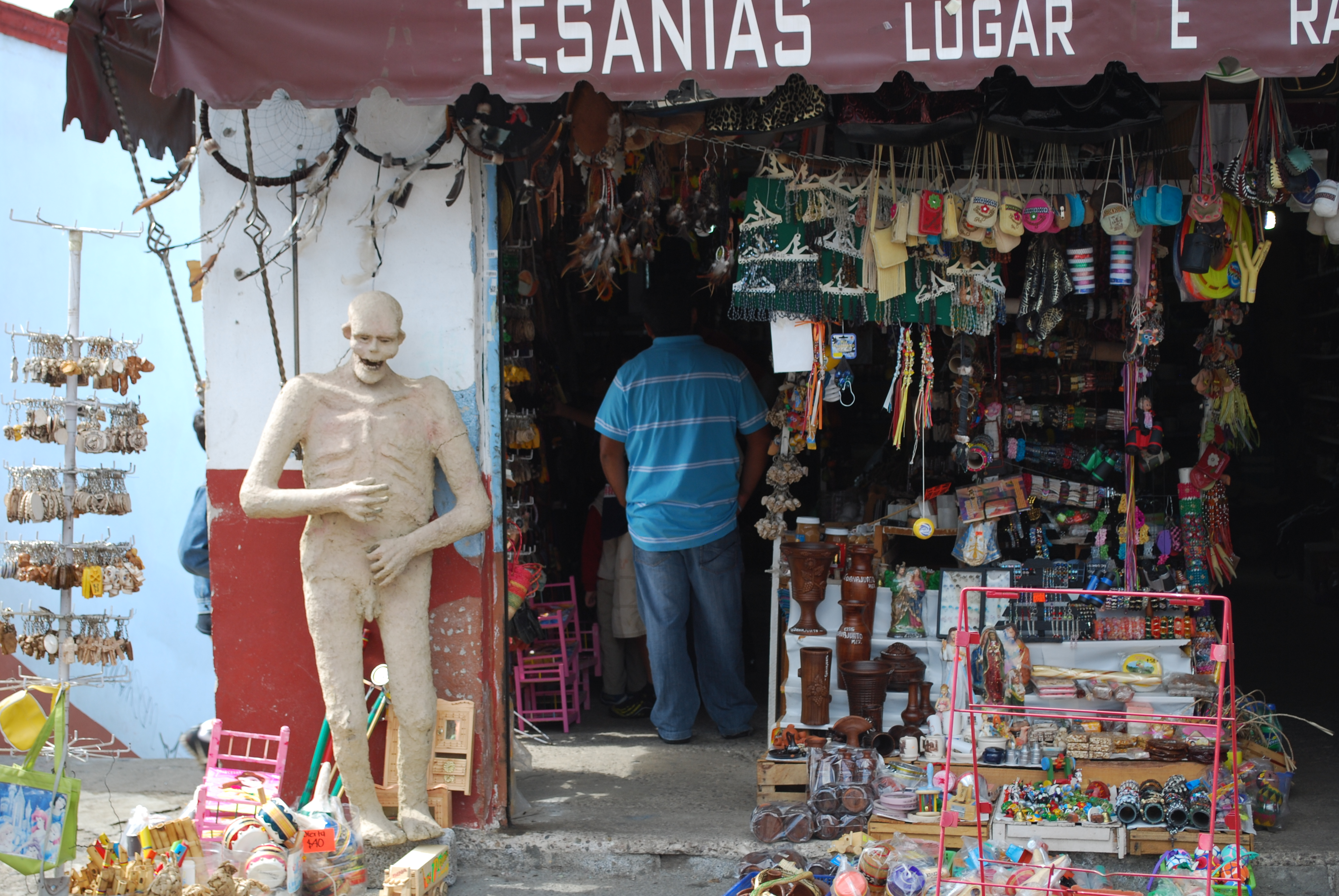
Сувенірна крамниця поряд із музеєм мумій
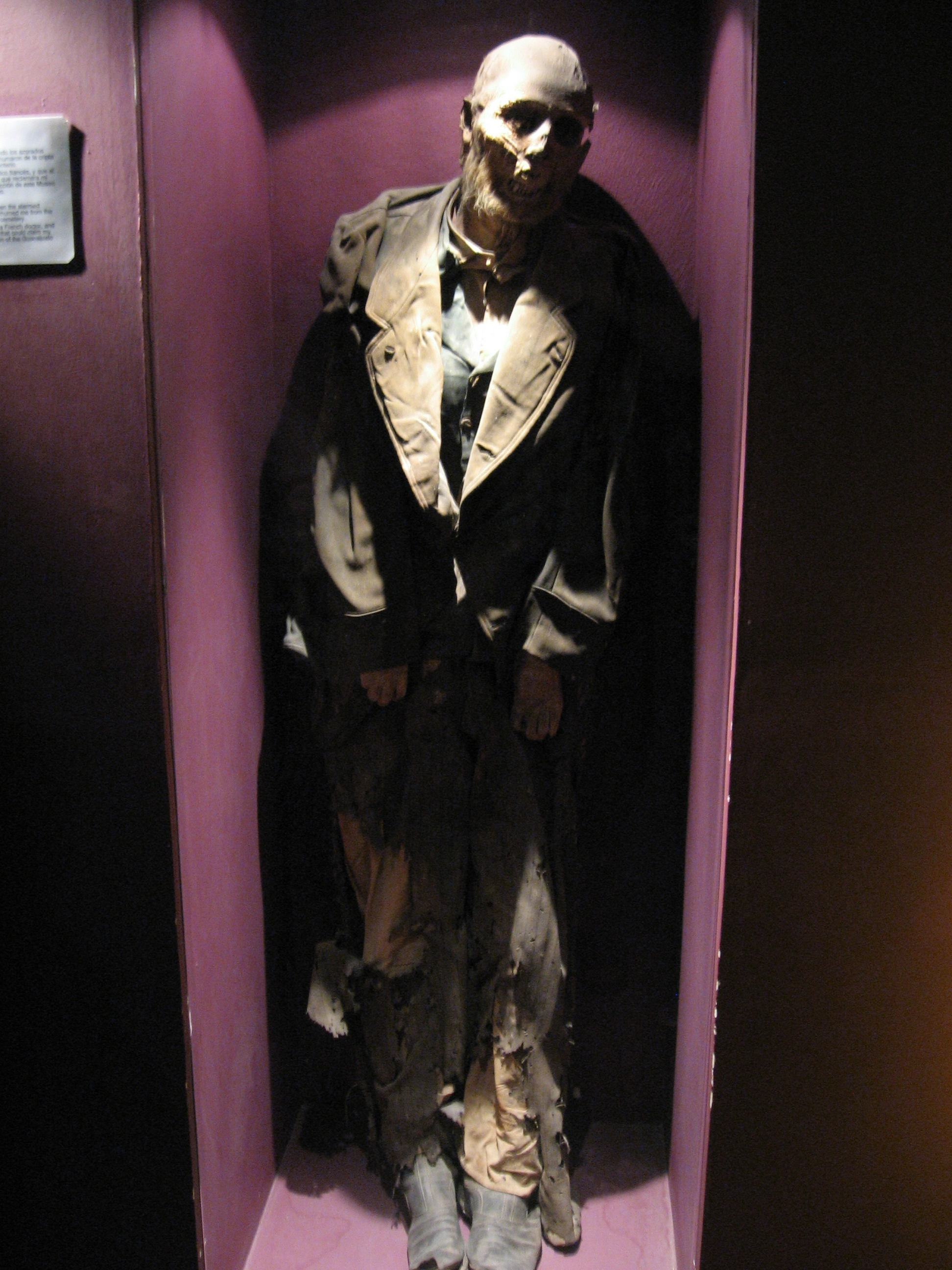
Одна з одягнених мумій
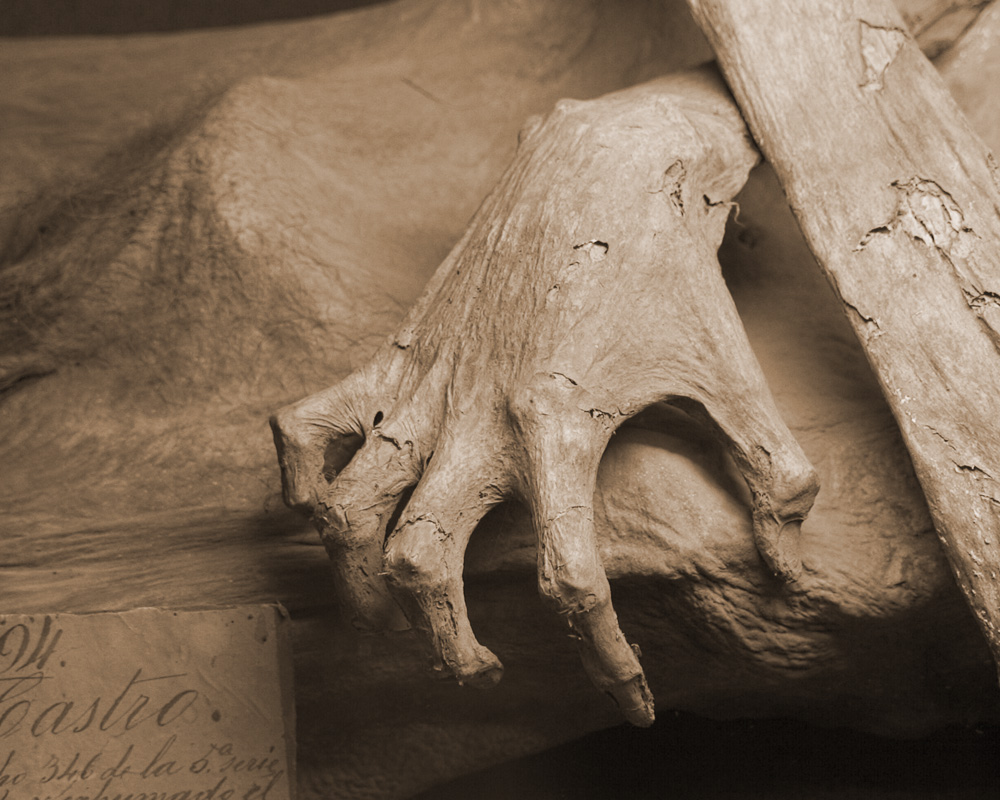
Фрагмент руки однієї з мумій
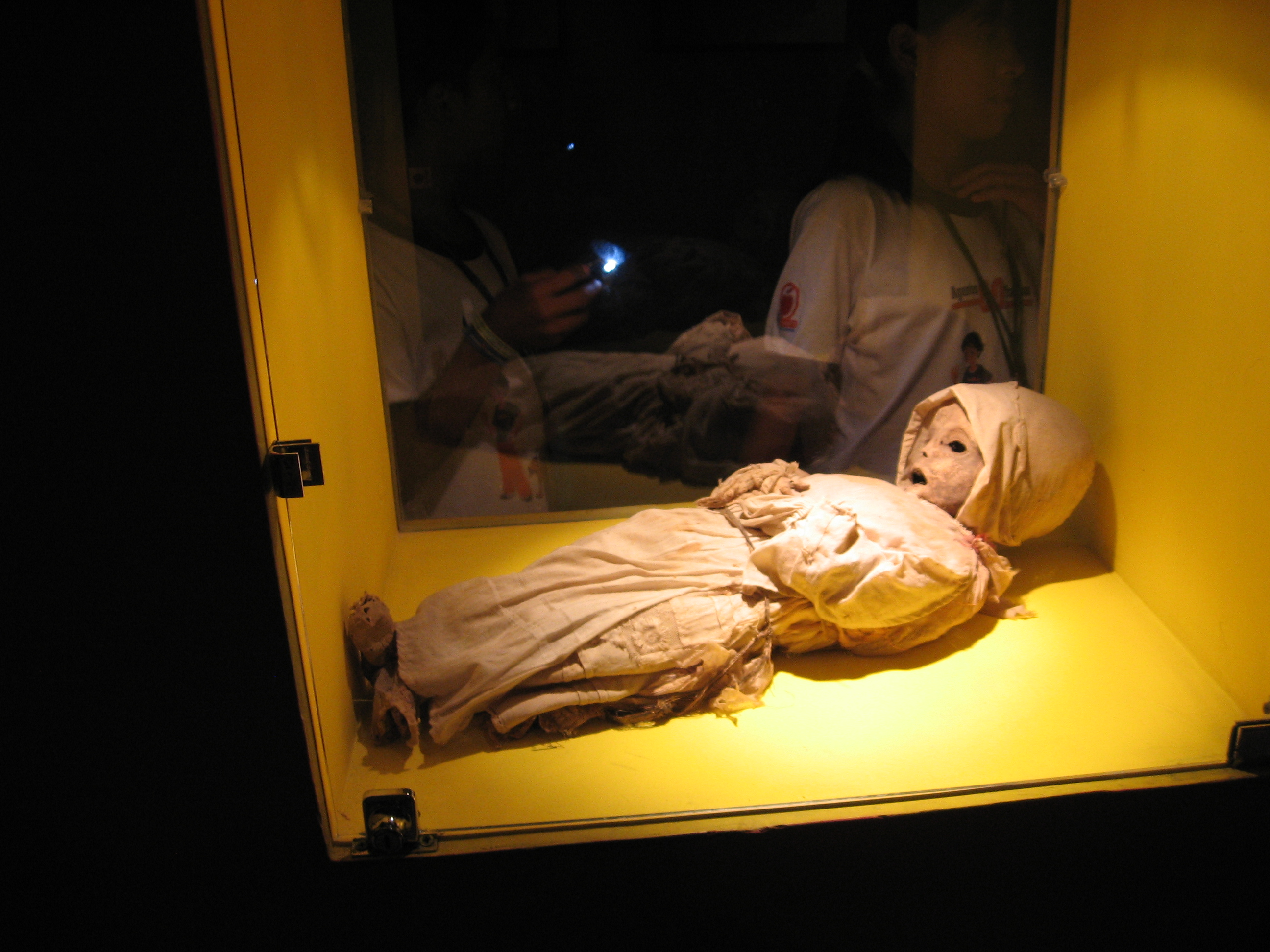
Лежача мумія дитини
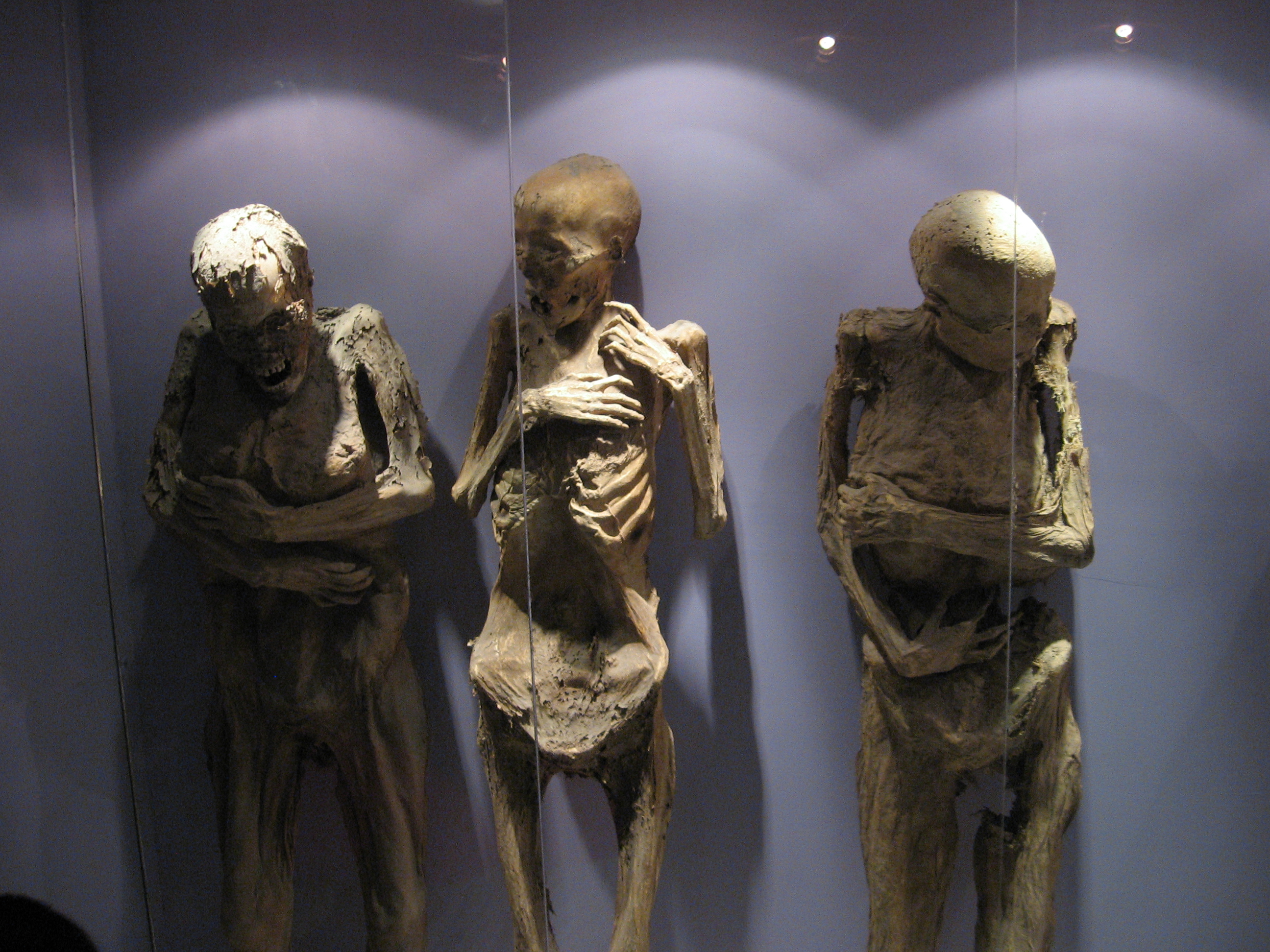
Мумії з експозиції музею